# Knap og Hægte
Knap og Hægte è un cortometraggio muto del 1911 diretto da Eduard Schnedler-Sørensen. Di genere comico, era interpretato da Carl Alstrup, Karen Poulsen, Emilie Sannom e Frederik Jacobsen.

## Trama
A casa Durand ci si sta preparando per uscire ma il padrone di casa sta avendo dei problemi con il colletto che non riesce ad allacciare in nessun modo. Preso dai nervi, per farsi aiutare, va alla ricerca della cameriera che trova in camera di sua moglie, anche lei alle prese con i ganci del corpetto. Durand sequestra la cameriera, lasciando la moglie a continuare la sua inutile lotta. La signora, allora, decide di passare al contrattacco ma finisce che Jeannette, la cameriera, disgustata dai due coniugi che se la contendono, si licenzia. Risolti i problemi di vestizione con un aiuto reciproco, i due si recano a cena. Ma, durante il pranzo, la signora Durand si indispettisce per le attenzioni che il marito riserva a un'altra ospite, un'affascinante signorina. Al ritorno a casa, i due litigano nuovamente: lei si rifiuta di sbottonargli il colletto, lui di sganciarle il corpetto. Durant va addirittura in strada, dove chiede aiuto ai passanti. Due gentili signorine si prestano alla consegna, accompagnandolo poi in un locale dove si balla. Alle prime luci dell'alba, Durand torna a casa dove, però, trova l'auto del Corpo di Salvataggio parcheggiata lì davanti. Sua moglie, non riuscendo a farcela da sola a svestirsi, ha telefonato per chiedere soccorso. Durand irrompe nella stanza della moglie proprio mentre il capo dei volontari le sta togliendo il vestito. Seguono le spiegazioni. Alla fine, riconciliato con la moglie, Durand deve pagare l'intervento dei volontari.

## Produzione
Il film fu prodotto dalla Nordisk Film Kompagni.

## Distribuzione
In Danimarca, il film - un cortometraggio di 245 metri - fu distribuito dalla Nordisk Film Kompagni nel 1911. Importato dalla Great Northern Film Company, fu distribuito negli Stati Uniti il 9 dicembre 1911 dalla Motion Picture Distributors and Sales Company in una versione ridotta di 150 metri. Nelle proiezioni americane, veniva programmato con il sistema dello split reel, accorpato in un'unica bobina con un altro cortometraggio prodotto dalla Nordisk, un documentario presentato con il titolo inglese Winter in Switzerland.